# Saison 2014-2015 de l'Union sportive Oyonnax rugby
Cette page présente la saison 2014-2015 de l'Union sportive Oyonnax rugby en Top 14 et en European Rugby Challenge Cup (ERCC2).

## Transferts

### Effectif 2014-2015
| Nom                  | Poste            | Naissance  | Taille | Poids  | Nationalité sportive | Sélections (points marqués) | Dernier club                      | Arrivée au club (année) |
| Lukas Rapant         | Pilier           | 16/11/1982 | 1,80 m | 108 kg | Tchéquie             |                             | Sporting nazairien rugby          | 2006                    |
| Antoine Tichit       | Pilier           | 13/06/1989 | 1,82 m | 110 kg | France               | -                           | Sporting Club albigeois           | 2008                    |
| Soane Tonga'uiha     | Pilier           | 21/06/1982 | 1,91 m | 131 kg | Tonga                |                             | Racing Métro 92                   | 2014                    |
| Marc Clerc           | Pilier           | 09/06/1987 | 1,81 m | 117 kg | France               | -                           | Bourg-en-Bresse                   | 2011                    |
| Clément Baïocco      | Pilier           | 02/12/1979 | 1,82 m | 110 kg | France               |                             | Aviron bayonnais                  | 2012                    |
| Ruaan du Preez       | Pilier           | 20/03/1984 | 1,85 m | 118 kg | Afrique du Sud       | -                           | FC Grenoble                       | 2013                    |
| Antoine Guillamon    | Pilier           | 04/06/1991 | 1,92 m | 139 kg | France               | -                           | Stade toulousain                  | 2013                    |
| Jacobus Roux         | Pilier           | 09/12/1981 | 1,86 m | 120 kg | Afrique du Sud       | -                           | Golden Lions                      | 2015                    |
| Jody Jenneker        | Talonneur        | 10/04/1984 | 1,85 m | 106 kg | Afrique du Sud       | -                           | LOU                               | 2012                    |
| Neil Clark           | Talonneur        | 08/10/1981 | 1,80 m | 105 kg | Angleterre           | -                           | Exeter Chiefs                     | 2013                    |
| Clément Jullien      | Talonneur        | 16/05/1992 | 1,82 m | 106 kg | France               | -                           | ASM Clermont Auvergne             | 2014                    |
| Paula Ngauamo        | Talonneur        | 19/02/1990 | 1,82 m | 117 kg | Tonga                | -                           | West Harbour                      | 2014                    |
| Mirek Nemecek        | Deuxième ligne   | 23/05/1980 | 1,97 m | 114 kg | Tchéquie             |                             | US Beaurepaire                    | 2008                    |
| Thibault Lassalle    | Deuxième Ligne   | 22/08/1987 | 2,02 m | 115 kg | France               | -                           | SU Agen                           | 2012                    |
| Damian Browne        | Deuxième Ligne   | 17/05/1980 | 1,98 m | 126 kg | Irlande              | -                           | Leinster                          | 2013                    |
| Damien Lagrange      | Deuxième Ligne   | 04/07/1987 | 1,99 m | 121 kg | France               | -                           | SU Agen                           | 2013                    |
| Leon Power           | Deuxième Ligne   | 27/02/1986 | 2,01 m | 114 kg | Nouvelle-Zélande     | -                           | Brumbies                          | 2014                    |
| Geoffrey Fabbri      | Deuxième Ligne   | 17/06/1992 | 1,96 m | 115 kg | France               | -                           | US Oyonnax                        | 2014                    |
| Maurie Fa'asavalu    | 3e ligne         | 12/01/1980 | 1,88 m | 108 kg | Samoa                |                             | Harlequins                        | 2014                    |
| Olivier Missoup      | Troisième ligne  | 05/02/1981 | 1,93 m | 95 kg  | France               | -                           | Stade Français Paris Rugby        | 2014                    |
| Valentin Ursache     | Troisième ligne  | 12/08/1985 | 1,94 m | 110 kg | Roumanie             |                             | Pays d'Aix RC                     | 2012                    |
| Guillaume Bernad     | Troisième ligne  | 08/06/1983 | 1,81 m | 90 kg  | France               | -                           | Aviron bayonnais                  | 2014                    |
| Patrick Sobela       | Troisième ligne  | 12/08/1992 | 1,90 m | 103 kg | France               |                             | US Oyonnax                        | 2014                    |
| Christophe André     | Troisième ligne  | 05/10/1986 | 1,90 m | 108 kg | France               | -                           | CS Bourgoin-Jallieu               | 2012                    |
| Viliami Ma'afu       | Troisième ligne  | 09/03/1982 | 1,93 m | 108 kg | Tonga                |                             | Mitsubishi Dynaboars              | 2013                    |
| Pedrie Wannenburg    | Troisième ligne  | 02/01/1981 | 1,95 m | 112 kg | Afrique du Sud       |                             | Castres olympique                 | 2014                    |
| Fabien Cibray        | Demi de mêlée    | 15/10/1985 | 1,77 m | 88 kg  | France               | -                           | LOU                               | 2013                    |
| Agustin Figuerola    | Demi de Mêlée    | 27/01/1985 | 1,72 m | 76 kg  | Argentine            | -                           | CA Brive                          | 2013                    |
| Yohan Domenech       | Demi de Mêlée    | 19/04/1993 | 1,70 m | 73 kg  | France               | -                           | RC Narbonne                       | 2014                    |
| Benjamin Urdapilleta | Demi d'ouverture | 11/03/1986 | 1,78 m | 84 kg  | Argentine            |                             | Harlequins                        | 2012                    |
| Riaan Smit           | Demi d'Ouverture | 28/04/1984 | 1,78 m | 85 kg  | Afrique du Sud       | -                           | Cheetahs                          | 2014                    |
| Régis Lespinas       | Demi d'Ouverture | 06/10/1984 | 1,85 m | 90 kg  | France               | -                           | Magpies                           | 2013                    |
| Roimata Hansell-Pune | Centre           | 06/11/1986 | 1,89 m | 105 kg | Nouvelle-Zélande     | -                           | Waikato RU                        | 2010                    |
| Hemani Paea          | Centre           | 30/07/1985 | 1,84 m | 110 kg | Tonga                |                             | Stade phocéen Marseille Vitrolles | 2011                    |
| Alex Luatua          | Centre           | 14/05/1992 | 1,79 m | 86 kg  | Nouvelle-Zélande     | -                           | Stade toulousain                  | 2014                    |
| Guillaume Bousses    | Centre           | 12/10/1981 | 1,84 m | 92 kg  | France               |                             | Racing Métro 92                   | 2013                    |
| Pierre Aguillon      | Centre           | 27/03/1987 | 1,80 m | 95 kg  | France               | -                           | US Carcassonne                    | 2013                    |
| Yves Donguy          | Ailier           | 01/01/1982 | 1,81 m | 95 kg  | France               |                             | Stade toulousain                  | 2014                    |
| Dug Codjo            | Ailier           | 22/04/1987 | 1,76 m | 94 kg  | France               | -                           | US Carcassonne                    | 2013                    |
| Jean-François Coux   | Ailier           | 23/12/1980 | 1,77 m | 91 kg  | France               |                             | SU Agen                           | 2013                    |
| Silvère Tian         | Ailier           | 19/07/1980 | 1,76 m | 92 kg  | Côte d'Ivoire        |                             | SU Agen                           | 2013                    |
| Alaska Taufa         | Ailier           | 24/07/1983 | 1,88 m | 103 kg | Tonga                |                             | Akito Northern Bulls              | 2015                    |
| Florian Denos        | Arrière          | 20/05/1985 | 1,83 m | 85 kg  | France               | -                           | Castres olympique                 | 2012                    |
| Maxime Le Bourhis    | Arrière          | 11/07/1989 | 1,80 m | 80 kg  | France               | -                           | Atlantique stade rochelais        | 2014                    |

## Calendrier

### Top 14
| - Stade toulousain - US Oyonnax : 20-19 - Aviron bayonnais - US Oyonnax : 38-12 - US Oyonnax - Stade français : 33-6 - Lyon OU - US Oyonnax : 26-23 - US Oyonnax - FC Grenoble : 40-27 - Castres olympique - US Oyonnax : 27-18 - US Oyonnax - ASM Clermont : 8-19 - US Oyonnax - RC Toulon : 18-21 - Montpellier HR - US Oyonnax : 25-9 - Racing Métro 92 - US Oyonnax : 17-21 - US Oyonnax - Stade rochelais : 37-9 - US Oyonnax - Union Bordeaux Bègles : 28-23 - CA Brive - US Oyonnax : 19-6 | - US Oyonnax - Stade toulousain : 9-3 - US Oyonnax - Aviron bayonnais : 12-9 - Stade français - US Oyonnax : 13-15 - US Oyonnax - Lyon OU : 28 - 10 - FC Grenoble - US Oyonnax : 33-19 - US Oyonnax - Castres olympique : 23-13 - ASM Clermont - US Oyonnax : 10-11 - RC Toulon - US Oyonnax : 46-17 - US Oyonnax - Montpellier HR : 20-13 - US Oyonnax - Racing Métro 92 : 21-16 - Stade rochelais - US Oyonnax : 35-20 - Union Bordeaux Bègles - US Oyonnax : 26-23 - US Oyonnax - CA Brive : 24-3 |

Avec 14 victoires et 12 défaites, l'US Oyonnax termine6e de la phase régulière et se qualifie pour les barrages du championnat de France.
Lors des barrages, l'USO est battu d'un point (19-20) par le Stade toulousain

### European Rugby Challenge Cup
Dans l'European Rugby Challenge Cup l'US Oyonnax fait partie de la poule 5 et sera opposé aux Anglais de Gloucester RFC, aux Italiens du Zebre et aux Français du CA Brive.
| - Zebre - Oyonnax : 24-33 - Oyonnax - Gloucester RFC : 15-25 - CA Brive - Oyonnax : 22-30 | - Oyonnax - Zebre : 20-3 - Gloucester RFC - Oyonnax : 33-3 - Oyonnax - CA Brive : 22-17 |

Avec 4 victoires et 2 défaites, l'Union sportive Oyonnax termine 2e de la poule 5 et n'est pas qualifié.

## Statistiques

### Statistiques collectives
Attaque
Défense

### Statistiques individuelles
Meilleur réalisateur